# Ніколаєва Тетяна Петрівна

Тетяна Ніколаєва

Тетяна Петрівна Ніколаєва (рос. Николаева, Татьяна Петровна, (4 травня 1924, Бєжиця, РРФСР, СРСР — 22 листопада 1993, Сан-Франциско, США) — радянська піаністка, викладачка і композиторка. Народна артистка СРСР (1983). Лауреат Сталінської премії першого ступеня (1951).

## Біографія
Народилась у місті Бежица (нині — в межах Брянська). Закінчила Московську консерваторію в класі А. Б. Гольденвейзера і Євгена Голубєва 1946 року за спеціальністю «фортепіано» і 1950 року як композитор.
1950 року виграла головний приз конкурсу імені Баха, присвяченого 200-річчю смерті Й. С. Баха. Членом журі цього конкурсу був Д. Д. Шостакович, який присвятив їй 24 прелюдії і фуги, і Тетяна стала першою виконавицею цього циклу.
З 1959 року Ніколаєва викладала в Московській консерваторії, з 1965 року професор.

## Творчість
Тетяна Ніколаєва записала близько 50 платівок, серед яких — багато творів Баха, включаючи «Мистецтво фуги». Нею був записаний альбом з усіма сонатами Л. Бетховена. За виконання творів Р. Шумана в 1971 році вона була визнана гідною в НДР Премії Роберта Шумана.
Після розпаду СРСР Ніколаєва зробила кілька концертних турів по Європі та Америці, і прийнята була з великим успіхом. Її третій запис «24 Прелюдій і фуг» Шостаковича в 1991 році був удостоєний премії Gramophone в інструментальній категорії.
13 листопада 1993 року під час виконання цього твору на концерті в Сан-Франциско, Ніколаєва була вражена крововиливом у мозок і змушена була перервати свій виступ. Через дев'ять днів, 22 листопада, померла. Похована в Москві на Новодівочому кладовищі (ділянка № 3).

## Нагороди та премії
- Народна артистка СРСР (1983)
- Сталінська премія першого ступеня (1951) — за концертно-виконавську діяльність і за твір концерту для фортепіано з оркестром

## Пам'ять
- 1999 року ім'я Т. П. Ніколаєвої присвоєно дитячій школі мистецтв № 1 міста Брянська, де починався її творчий шлях.[5] 2000 року на будівлі школи мистецтв відкрито меморіальну дошку, присвячену пам'яті Тетяни Петрівни.[6]
- З 1996 року на базі брянської школи мистецтв № 1 (нині носить ім'я піаністки) кожні два роки проводиться Міждержавний конкурс юних піаністів імені Ніколаєвої.[7]